# Slender: The Eight Pages
Slender: The Eight Pages, també conegut com a Slender, és un videojoc per ordinador gratuït de terror creat el juny de 2012 com a versió beta per Microsoft Windows i Mac OS X, utilitzant el motor Unity. El joc és basat en el fòrum de creació Something Awful, Slenderman.
El 26 de març de 2013 es va llançar la seqüela del joc, anomenada Slender: The Arrival, disponible per a 10 dòlars.

## Història
Originalment es va crear en un fòrum un fil titulat 'creació d'imatges paranormals. La imatge de Slender és bastant tètrica. Amb un vestit negre i el cos de proporció prima i molt alt, pot estirar-se a proporcions inhumanes per atrapar a les seves preses.